# Kacza zupa (film 1933)
Kacza Zupa (ang. Duck Soup) – amerykański film komediowy z 1933 roku. W rolach głównych wystąpili bracia Marx.
Film został uznany za jedną z najlepszych komedii na świecie i znajduje się na 85. miejscu rankingu AFI.

## Treść
Komedia absurdu jest pastiszem dyktatury i władzy, przedstawiającym ironiczne i często nonsensowne zachowania ludzi oraz wpływ władzy na ich zachowania. Historia tonącego w długach małego państwa — Freedonii, które by wydostać się z ruiny zaciąga pożyczkę u wdowy po milionerze, która oczarowana Rufusem Firefly, w zamian za jego dojście do władzy zgadza się udzielić pożyczki.

## Obsada
- Groucho Marx – Rufus T. Firefly
- Harpo Marx – Pinky
- Chico Marx – Chiciolini
- Zeppo Marx – Bob Rolland
- Margaret Dumont – pani Teasdale
- Raquel Torres – Vera Marcal
- Louis Calhern – Trentino
- Edmund Breese – Zander
- Leonid Kinskey – agitator
- Charles Middleton – prokurator